# 萊昂斯代爾 (紐約州)
萊昂斯代爾（英語：Lyonsdale）是一個位於美國紐約州劉易斯縣的鎮。

## 人口
根據2020年美國人口普查的數據，萊昂斯代爾的面積為181.57平方千米，當中陸地面積為178.04平方千米，而水域面積為3.53平方千米。當地共有人口1170人，而人口密度為每平方千米6人。